# Hôpital national norvégien
L'Hôpital national (Rikshospitalet en norvégien) se trouve à Oslo, Norvège, où il fut fondé en 1826. C'est un hôpital universitaire hautement spécialisé particulièrement tourné vers la recherche et le développement de nouvelles méthodes thérapeutiques. Il fait partie de l'« Autorité sanitaire de la région de Norvège du sud » et est affilié à l'Université d'Oslo.
Environ 60 % des patients hospitalisés sont adressés par d'autres hôpitaux de Norvège pour des examens complémentaires et des traitements spécialisés. En Norvège, le Rikshospitalet a un rôle important d'expertise dans les cas compliqués et les maladies rares. Il couvre les besoins de tout le pays dans des domaines comme la transplantation d'organes, la neurochirurgie de pointe, et le traitement des malfornmations congénitales chez les enfants. Les membres de la famille royale de Norvège sont soignés dans cet établissement.
L'hôpital national compte 585 lits. Il est connu pour son architecture.
L'hôpital national a fusionné en 2005 avec l'hôpital norvégien du radium (Radiumhospitalet) pour devenir l'« Hôpital Universitaire Rikshospitalet-Radiumhospitalet HF ».
Le 1er janvier 2009, l'hôpital national a été regroupé avec les deux autres hôpitaux universitaires de la région d'Oslo - l'Ullevålhospitalet (fondé en 1887) et l'Akerhospitalet (fondé en 1895) - au sein d'une nouvelle structure, qui a permis de fonder l'hôpital de l'université d'Oslo (en norvégien Oslo universitetssykehus), qui est désormais le plus grand hôpital de Scandinavie. Il est affilié à la faculté de médecine de l'université d'Oslo.